# Fluoruro di magnesio
Il fluoruro di magnesio, nome sistematico difluoruro di magnesio, è un composto inorganico binario di magnesio e fluoro ed è anche il sale di magnesio dell'acido fluoridrico, la cui formula è MgF2. Pur avendo una struttura cristallina differente, per la maggior parte delle altre sue proprietà è molto simile al fluoruro di calcio CaF2.
In natura è presente come minerale sellaite. Si presenta in forma di cristalli trasparenti e incolori di ragguardevole durezza, riportata da varie fonti nell'intervallo 5÷6 della scala di Mohs, in ogni caso maggiore di quella dell'analogo fluoruro di calcio CaF2, che è 4. Come per quest'ultimo e per i fluoruri dei successivi elementi nello stesso gruppo, ma a differenza di BeF2 che è solubile e molto reattivo, il fluoruro di magnesio è piuttosto inerte e praticamente insolubile in acqua (0,076 g/L a 18 °C), in contrasto con tutti gli altri alogenuri di magnesio (MgCl2, MgBr2 e MgI2 sono solubilissimi),ma è solubile in acido nitrico. La sua costante di solubilità è Ks = 5,16×10-11 M3, un valore molto simile a quello per il fluoruro di calcio (3,9×10-11 M3).

## Sintesi
Il fluoruro di magnesio si può preparare in laboratorio semplicemente mescolando una soluzione acquosa di un sale di magnesio solubile (MgCl2, Mg(NO3)2) con un fluoruro alcalino solubile (NaF, KF); si forma un precipitato bianco di MgF2 che viene filtrato e asciugato:
Mg(NO3)2) + 2 KF  →  MgF2↓ + 2 KNO3
In alternativa, lo si può preparare per azione dell'acido fluoridrico sul carbonato di magnesio, con liberazione di anidride carbonica:
MgCO3 + 2 HF  →  MgF2↓ + CO2↑ + H2O
Un'altra possibilità consiste nel far reagire l'ossido di magnesio l'idrogenodifluoruro di ammonio, con liberazione di ammoniaca:
MgO + (NH4)HF2  →  MgF2 + NH3 + H2O

## Proprietà e struttura cristallina
A temperatura ambiente MgF2 è un solido ionico che si presenta come cristalli incolori o polvere cristallina bianca, inodore, non igroscopica e praticamente insolubile in acqua, assomigliando in questo al fluoruro di calcio CaF2. Cristallizza nel sistema tetragonale, il suo reticolo cristallino è analogo a quello del rutilo (TiO2), ed è formato da cationi Mg++ e anioni F– in numero doppio. Nel reticolo ogni ione magnesio è circondato da 6 ioni fluoro (ai vertici di un ottaedro) e ogni ione fluoro è circondato da tre ioni magnesio (ai vertici di un triangolo equilatero). Nel gruppo dei metalli alcalino-terrosi questa struttura per i fluoruri è adottata solo dal magnesio: per il berillio la struttura è analoga a quella della silice (SiO2), mentre per Ca, Sr e Ba la struttura è quella cubica della fluorite (CaF2); queste ultime sono altre due strutture tipiche per composti binari con stechiometria 1:2. Altri due fluoruri di metalli bivalenti che cristallizzano nella stessa struttura di MgF2 sono FeF2 e ZnF2, tra i più comuni.
Termodinamicamente MgF2 è un composto stabilissimo, ΔHƒ° = -1.124,2 kJ/mol, appena un po' meno di CaF2 (-1.225,91 kJ/mol).

### Proprietà in fase gassosa
Il fluoruro di magnesio in fase vapore (ΔHƒ° = -726,76 kJ/mol), come quello di berillio (BeF2), è costituito da molecole F–Mg–F lineari, con l'atomo metallico ibridato sp (come Be in BeF2), dove la distanza Mg-F è di 177,0 pm. Questo a differenza dei fluoruri degli elementi seguenti nel gruppo (CaF2, SrF2, BaF2) che, contrariamente alle indicazioni VSEPR, sono invece molecole angolari. Il potenziale di ionizzazione della molecola è stato valutato in 13,6 eV. Di questa molecola ne è stato osservato anche il dimero in fase vapore.

### Proprietà ottiche
Il fluoruro di magnesio cristallino, con un band gap di 12,4 eV, che ne fa un ottimo materiale ceramico, è trasparente, oltre che nel visibile, anche in porzioni estremamente ampie dell'infrarosso e dell'ultravioletto, coprendo approssimativamente l'intervallo di lunghezze d'onda 110÷7500 nm, ossia dall'ultravioletto nel vuoto (vacuum ultraviolet) fino all'infrarosso lontano. Grazie a questo, e alla sua durevolezza come materiale, viene usato in finestre ottiche, prismi e lenti. In questo senso è apprezzato anche per il suo indice di rifrazione basso (1,3776 a 589 nm), che lo rende utile per ricoprire lenti con sottili strati antiriflesso, e per la sua bassa dispersione ottica, cosa quest'ultima che consente di limitare notevolmente l'aberrazione cromatica nelle lenti.
Il cristallo di fluoruro di magnesio, che è duro e resistente, si lucida bene ma, essendo leggermente birifrangente (per via della struttura tetragonale del cristallo stesso), si deve fare attenzione a tagliarlo in modo che il suo asse ottico sia perpendicolare al piano della finestra o della lente.